# 高天彦神社
高天彦神社（たかまひこじんじゃ）は、奈良県御所市北窪にある神社。式内社（名神大社）で、旧社格は村社。

## 祭神
祭神は次の3柱。
- 高皇産霊神（たかみむすびのかみ） - 主神。
- 市杵嶋姫命（いちきしまひめのみこと）
- 菅原道真公

『延喜式』神名帳での祭神は1座。元々は当地の地主神の「高天彦」を祀ったものと推測される。
社名・神名の「高天（たかま）」は一帯の地名でもあり、神話に見える高天原の伝承地とする説が古くからあるほか、高皇産霊神の神名の転訛が由来とする説、高皇産霊神の別名が「高天彦神」とする説、「高間」すなわち金剛山中腹の平地を意味するとする説がある。『万葉集』では、「葛城の高間」と詠まれた歌が知られる（巻7 1337番）。『延喜式』神名帳では宇智郡に高天岸野神社・高天山佐太雄神社が見え、いずれも五條市の金剛山中腹の神社に比定されることから、「高天彦神」を金剛山の神霊そのものとする説もある。

## 歴史

### 概史

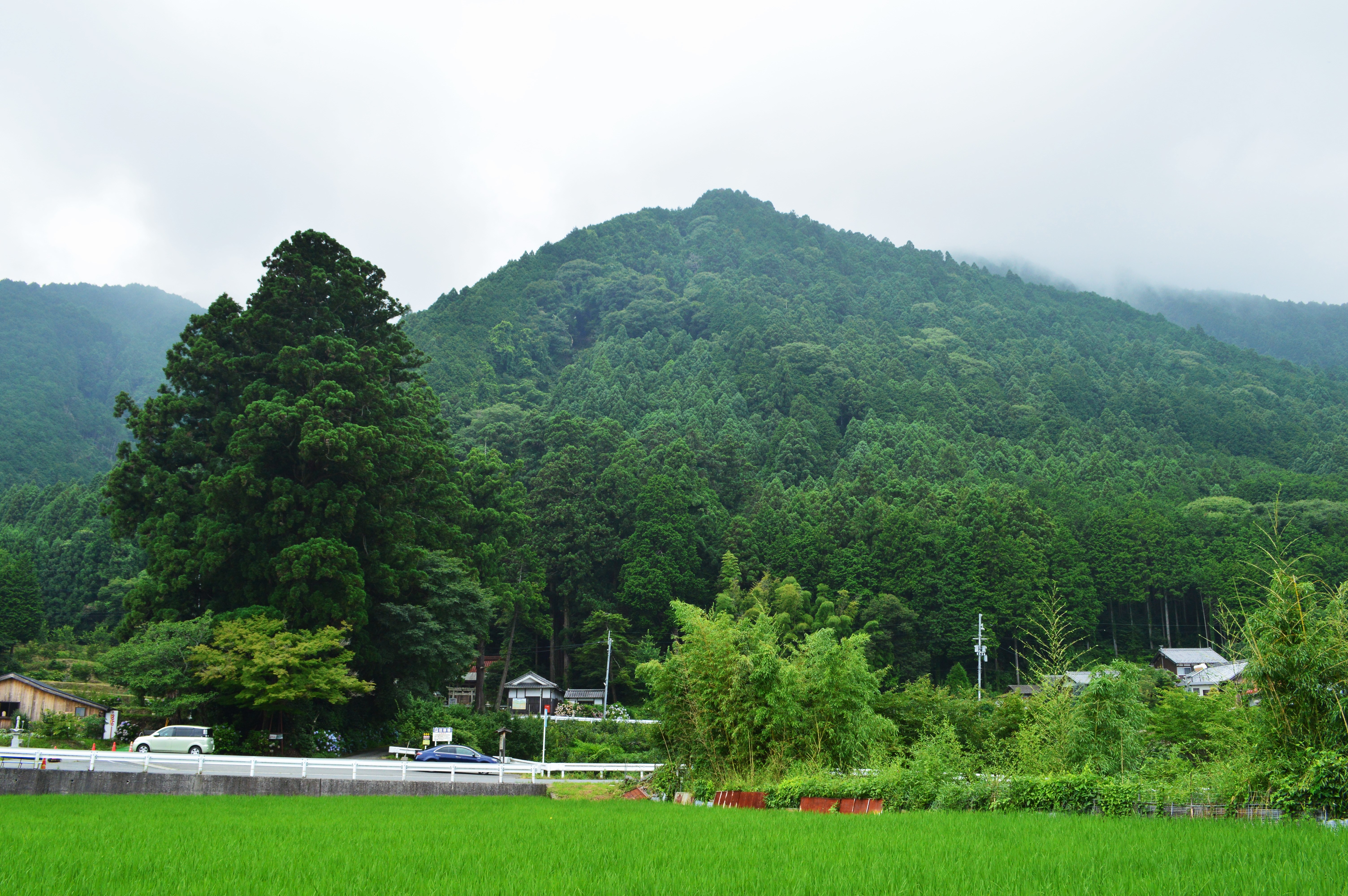
白雲岳（神体山）画像左下に高天彦神社境内。

創建は不詳。金剛山東麓に鎮座し、元々は社殿後背の白雲岳（白雲峰、標高985メートル）を神体山に祀った神社とされる。
『新抄格勅符抄』大同元年（806年）牒には「高天彦神 四戸大和国　宝亀十年奉充」として、宝亀10年（779年）に大和国内から充てられた神戸の存在が記されている。
国史では、大同元年（806年）に正四位上の神階にある「高天彦神」が吉野大后（井上内親王）の願いで四時幣帛に預かったと見えるが、内親王と当社の関係は明らかでない。その後承和6年（839年）には従三位の「高天彦神」が名神に列したこと、また天安3年（859年）には従二位勲二等に昇叙された旨が記されている。
延長5年（927年）成立の『延喜式』神名帳では大和国葛上郡に「高天彦神社 名神大 月次相嘗新嘗」として、名神大社に列するとともに朝廷の月次祭・相嘗祭・新嘗祭に際しては幣帛に預かった旨が記載されている。
その後の変遷は不詳。高天の地は金剛山への登山口であるため、葛城修験道の発展とともに文人・俳人が高天を訪れたと伝えるほか、当社は「彦沢権現」とも称されたという。また神社東側には、神宮寺の高天寺があった。
明治維新後、近代社格制度では村社に列している。現在の本殿は明治10年（1877年）に竣工したものである。竣工当時は茅葺き屋根だったが、昭和52年（1977年）に石州瓦の屋根に葺き替えられ、更に令和元年(2019年)にはガルバリウム鋼板の屋根に葺き替えられた。

### 神階
- 大同元年（806年）4月26日、正四位上 （『日本後紀』） - 表記は「高天彦神」。
- 承和6年（839年）5月26日、従三位、名神に列す （『続日本後紀』） - 表記は「高天彦神」。
- 天安3年（859年）1月27日、正三位勲二等から従二位勲二等 （『日本三代実録』） - 表記は「高天彦神」。